# Stazione di Fiumelatte
Stazione di Fiumelatte vasútállomás Olaszországban, Varenna településen.

## Vasútvonalak
Az állomást az alábbi vasútvonalak érintik:
- Tirano–Lecco-vasútvonal

## Kapcsolódó állomások
A vasútállomáshoz az alábbi állomások vannak a legközelebb:
- Stazione di Lierna
- Stazione di Varenna-Esino-Perledo